# Apamea lignicolora
Apamea lignicolora är en fjärilsart som beskrevs av Achille Guenée 1852. Apamea lignicolora ingår i släktet Apamea och familjen nattflyn. Inga underarter finns listade i Catalogue of Life.